# Йелена Янкович
Йелена Янкович (на сръбски: Јелена Јанковић или Jelena Janković) е професионална тенисистка от Сърбия, родена на 28 февруари 1985 г., която е на 13-о място в света към 16 януари 2012 г.
Янкович е достигала полуфиналите на три от турнирите от Големия шлем, а през 2007 печели и титлата на Уимбълдън за смесени двойки заедно с британския специалист в мачовете на двойки Джейми Мъри.
През 2008 г. Йелена и Новак Джокович играят финал на Хопман къп отборно първенство за смесени двойки, но губят на финала от САЩ съответно от Марди Фиш и Серина Уилямс. През 2010 г. Йелена Янкович печели турнира в Индиън Уелс, Калифорния.

## Личен живот
Янкович е родена в Белград, в тогавашна Югославия (днес Сърбия). Тя е третото дете в семейството на Веселин и Снежана Янкович, и двамата икономисти, родители и на Марко и Стефан. Корените на майка ѝ са от Сърбия, а баща ѝ е от Черна гора. Днес Йелена е студент в Белградския университет Megatrend, където изучава икономически науки. Въпреки това тя прекъсва с обучението си за неопределен срок от време, за да продължи с развитието на кариерата си в тениса, започната от местния тенис-клуб Цървена звезда.
На Уимбълдън през 2007, в полуфиналния мач от турнира на смесени двойки, тя кани едно от момчетата, подаващи топките, да се приближи и седне до нея, а след това започва и да му задава лични въпроси пред развеселения поглед на зрителите. Макар момчето видимо да се забавлява, то бързо скоква от стола, когато раздразнения Джейми Мъри се завръща от тоалетната. Британската преса скоро заплита любовна афера около Янкович и Мъри, но Йелена и след това остава сдържана за взаимоотношенията им; и все пак в интервютата се шегува, че използвала целувките за да мотивира шотландеца Мъри.
От 5 декември 2007 Йелена Янкович е сред посланиците на добра воля на УНИЦЕФ за Сърбия. „Щастлива съм да стана посланик на УНИЦЕФ за Сърбия. Това е изключителна чест за мен и ще се опитам да оправдая важната задача, която ми е поставена по този начин“, казва тя. Янкович е втората сръбска тенис звезда, която доброволно се включва в полза защита на правата на децата и събиране на дарения по програмите на УНИЦЕФ след Ана Иванович, водачката в световната ранглиста, която става посланик през септември същата година.

## Финали на турнирите от WTA Тур

### Титли на сингъл (12)
| До 2009                  | От 2009                |
| ------------------------ | ---------------------- |
| Голям шлем (0)           |                        |
| Шампионат на WTA Тур (0) |                        |
| I категория (4)          | Задължителни висши (1) |
| II категория (2)         | Висши 5 (1)            |
| III категория (1)        | Висши (0)              |
| IV и V категория (2)     | Международни (1)       |

| финал № | дата              | турнир                     | място       | настилка | съперничка на финала | резултат               |
| 1.      | 2 май 2004        | Гран при на Будапеща       | Будапеща    | клей     | Мартина Суха         | 7 – 6(4), 6 – 3        |
| 2.      | 6 януари 2007     | Ей Ес Би Класик            | Окланд      | твърда   | Вера Звонарьова      | 7 – 6(9), 5 – 7, 6 – 3 |
| 3.      | 15 април 2007     | Фемили Съркъл Къп          | Чарлстън    | клей     | Динара Сафина        | 6 – 2, 6 – 2           |
| 4.      | 20 май 2007       | Рим Мастърс                | Рим         | клей     | Светлана Кузнецова   | 7 – 5, 6 – 1           |
| 5.      | 17 юни 2007       | АЕГОН Класик               | Бирмингам   | трева    | Мария Шарапова       | 4 – 6, 6 – 3, 7 – 5    |
| 6.      | 18 май 2008       | Рим Мастърс                | Рим         | клей     | Ализе Корне          | 6 – 2, 6 – 2           |
| 7.      | 28 септември 2008 | Чайна Оупън                | Пекин       | твърда   | Светлана Кузнецова   | 6 – 3, 6 – 2           |
| 8.      | 5 октомври 2008   | Порше Тенис Гран при       | Щутгарт     | твърда   | Надя Петрова         | 6 – 4, 6 – 3           |
| 9.      | 12 октомври 2008  | Купа на Кремъл             | Москва      | килим    | Вера Звонарьова      | 6 – 2, 6 – 4           |
| 10.     | 12 април 2009     | Андалусия Тенис Експириънс | Марбеля     | клей     | Карла Суарес Наваро  | 6 – 3, 3 – 6, 6 – 3    |
| 11.     | 16 август 2009    | Синсинати Мастърс          | Синсинати   | твърда   | Динара Сафина        | 6 – 4, 6 – 2           |
| 12.     | 21 март 2010      | БНП Париба Оупън           | Индиън Уелс | твърда   | Каролине Возняцки    | 6 – 2, 6 – 4           |

### Загубени финали на сингъл (13)
| До 2009                  | От 2009                |
| ------------------------ | ---------------------- |
| Голям шлем (1)           |                        |
| Шампионат на WTA Тур (0) |                        |
| I категория (2)          | Задължителни висши (0) |
| II категория (4)         | Висши 5 (2)            |
| III категория (2)        | Висши (0)              |
| IV и V категория (1)     | Международни (1)       |

| финал № | дата              | турнир                      | място        | настилка | съперничка на финала       | резултат               |
| 1.      | 5 март 2005       | Шампионат на Дубай          | Дубай        | твърда   | Линдзи Дейвънпорт          | 4 – 6, 6 – 3, 4 – 6    |
| 2.      | 12 юни 2005       | Ди Еф Ес Класик             | Бирмингам    | трева    | Мария Шарапова             | 2 – 6, 6 – 4, 1 – 6    |
| 3.      | 2 октомври 2005   | Корея Оупън                 | Сеул         | твърда   | Никол Вайдишова            | 5 – 7, 3 – 6           |
| 4.      | 13 август 2006    | Джей Пи Морган Чейс Оупън   | Лос Анджелис | твърда   | Елена Дементиева           | 3 – 6, 6 – 4, 4 – 6    |
| 5.      | 12 януари 2007    | Медибанк Интернешънъл Сидни | Сидни        | твърда   | Ким Клейстерс              | 6 – 4, 6 – 7(1), 4 – 6 |
| 6.      | 23 юни 2007       | Ордина Оупън                | Хертогенбош  | трева    | Анна Чакветадзе            | 6 – 7(2), 6 – 3, 3 – 6 |
| 7.      | 19 август 2007    | Роджърс Къп                 | Торонто      | твърда   | Жустин Енен                | 6 – 7(3), 5 – 7        |
| 8.      | 23 септември 2007 | Чайна Оупън                 | Пекин        | твърда   | Агнеш Саваи                | 7 – 6(7), 5 – 7, 2 – 6 |
| 9.      | 5 април 2008      | Сони Ериксон Оупън          | Маями        | твърда   | Серина Уилямс              | 1 – 6, 7 – 5, 3 – 6    |
| 10.     | 7 септември 2008  | Ю Ес Оупън                  | Ню Йорк      | твърда   | Серина Уилямс              | 4 – 6, 5 – 7           |
| 11.     | 3 октомври 2009   | Пан Пасифик Оупън           | Токио        | твърда   | Мария Шарапова             | 2 – 5, отказване       |
| 12.     | 8 май 2010        | Интернационали БНЛ д'Италия | Рим          | клей     | Мария Хосе Мартинес Санчес | 6 – 7(5), 5 – 7        |
| 13.     | 6 март 2011       | Монтерей Оупън              | Монтерей     | твърда   | Анастасия Павлюченкова     | 6 – 2, 2 – 6, 3 – 6    |